# Ліна Вейт
Ліна Вейт (англ. Lena Waithe, нар. 17 травня 1984, Чикаго, США) — американська акторка, продюсерка та сценаристка. Стала відомою завдяки співавторству та виконанню ролі в серіалі компанії Netflix «Майстер не на всі руки». Вейт увійшла в історію Прайм-тайм премії «Еммі» (англ. 69th annual Primetime Emmy Awards), ставши першою чорношкірою жінкою-володаркою Прайм-тайм премії «Еммі» за Видатний Сценарій для Комедійних Серіалів завдяки своїй роботі над «Майстер не на всі руки». Епізод «День Подяки», за котрий їй було присуджено Еммі, частково  заснований на власному досвіді з матір'ю акторки. Вона також є творцем серіалу компанії Showtime «Чи» (англ. The Chi).

## Ранні роки
Вейт народилась у Чикаго, Іллінойс. Однак, від самого початку акторська гра не була пріоритетом для Вейт, з семи років вона знала, що хоче стати авторкою для телебачення та отримала всесторонню підтримку у своєму прагненні від своєї одинокої матері та бабусі. Батьки розлучилися коли їй було три. Вейт та її сестра зростали у Сауз Сайді, Чикаго (англ. South Side, Chicago), у дванадцять Вейт вступила до місцевої, більшою частиною афро-американської, середньої школи Тернер Дрю (англ. Turner-Drew). Вона закінчила середню школу Еванстону (англ. Evanston Township High School) та здобула ступінь у кінематографічному та телевізійному мистецтвах у чиказькому коледжі Колумбія (англ. Columbia College Chicago) у 2006, схвально висловлюючись про підтримку з боку викладача драматургії Майкла Фрая (англ. Michael Fry).

## Кар'єра
Була авторкою для серіалу компанії Fox «Кістки» (англ. Bones), авторкою ситкому компанії Nickelodeon «Як смалити» (англ. How to Rock) у 2012 і продюсером сатиричної комедійної стрічки «Шановні білі» (англ. Dear White People) у 2014. Вейт написала сценарій для YouTube-серіалу «Twenties», що був спродюсований Flavor Unit Entertainment на замовлення BET у 2014, та знялася в ньому. На додачу до написання сценарію та режисерської роботи над короткометражним фільмом «Save Me», що демонструвався на декількох незалежних кінофестивалях, Вейт написала сценарії до вебсеріалу «Hello Cupid» у 2013 та до вірусного відео «Shit Black Girls Say».
У 2014 Variety назвала Вейт однією зі своїх «10 Коміків до Перегляду». У серпні 2015, мережа Showtime замовила пілот майбутнього серіалу «The Chi», сценарій до якого написала Вейт та продюсером якого став Common. Серіал розповідає історію дорослішання молодого афроамериканця в місті. Метою Вейт, як творця шоу, було використання власного досвіду зростання в Сауз Сайді та розуміння його розмаїття для створення більш детальної, аніж зазвичай заведено зображувати, картини свого міста.
Вейт відібрали для ролі в «Майстер не на всі руки» після зустрічі з творцем та актором-виконавцем головної ролі Азізом Ансарі, який разом з Аланом Янгом, від початку прописав Деніс як білу жінку-натуралку з перспективою, як каже сама Вейт, зробити її основною любовною лінією для головного героя: «За якоїсь причини, [директор по підбору акторів] Елісон Джонс обрав мене на цю роль, чорношкіру гей-жінку.» Ансарі та Янг переписали сценарій так, щоб персонаж більше скидався на Вейт: «Усі ми, актори, грали більш контрастні версії самих себе». Вейт каже: «Не знаю чи бачила я взагалі коли-небудь по ТВ бешкетну стильну лесбійку, що ходить в шароварах та кльовому спортивному светрі Topshop». Вона також каже: «Я знаю наскільки багато на світі таких самих жінок як я. Ми існуємо. Для мене саме очевидність цього і була найважливішим та захопливим».
У 2017 Вейт та Ансарі отримали Прайм-тайм премію «Еммі» за «Видатний сценарій для комедійних серіалів» за 2 епізод («Thanksgiving») сезону. Вона стала першою чорношкірою жінкою, що отримала цю нагороду. Вейт змалювала епізод як заснований на власному досвіді камінг-ауту. У промові для «Еммі» вона висловила особливе послання для ЛГБТ  спільноти, зробивши акцент на тому, як «Речі, що відрізняють нас, насправді є нашою суперсилою». Вона скінчила промову, визначивши свій шлях як шлях меншини: «дякую за те, що сприйняли маленького індійського хлопчика з Північної Кароліни та маленьку чорну гей-дівчинку із Сауз Сайду, Чикаго.» Вейт також працювала над створенням автобіографічного драматичного серіалу під назвою «Чи». Видання Out додало Вейт до свого «Out100: Творець Року» 8 листопада, 2017.
Вейт написав і продюсував кримінальний фільм про дорожню подорож «Queen & Slim» з Джоді Тернер-Сміт і Даніелем Калуя в головних ролях, а режисер Меліна Мацукас. Він був випущений 27 листопада 2019 року компанією Universal Pictures.
У 2020 році Вейт озвучила анімаційний фільм Pixar «Вперед», де зіграла циклопа-поліцейського Спектра, першого дивного анімаційного персонажа в історії Disney.
Вона зосереджується на залученні більшої кількості кольорових людей і квір-митців для своїх кіно- та телевізійних проектів. У 2020 році її продюсерська компанія Hillman Grad Productions відкрила програму наставництва та навчання за фінансової підтримки компанії з виробництва морозива Froneri. Нещодавно вона уклала угоду з Warner Bros. TV Group, щоб розробити телеверсію Hoop Dreams.

## Приватне життя
Ліна Вейт — лесбійка. Вона була в стосунках з Аланою Майо, виконавчим директором, протягом трьох років. Їх заручини сталися на День Подяки 2017 року. Вони одружилися у 2019 році в Сан-Франциско. 23 січня 2020 року Вейт і Майо оголосили про розлучення після двох місяців шлюбу. У листопаді 2020 року Майо подала на розлучення з Вейтом; розлучення було оформлено за згодою сторін 24 травня 2021 року. Стосунки Вейт з англійською акторкою Синтією Еріво були підтверджені у 2024 році.
Вейт описала свою сім'ю як «ліниві християни» і зазначила у 2018: «Я щиро вірую у Бога, і Ісуса Христа, і що Бог створив мене та все навкруги. І я просто намагаюся бути хорошою людиною. Я думаю, що основа моєї релігії у тому, щоб бути хорошим та чесним.»

## Фільмографія

### Кіно
| Рік  | Назва                          | Роль          | Примітки                                   |
| ---- | ------------------------------ | ------------- | ------------------------------------------ |
| 2011 | Save Me                        |               | Режисерка та сценаристка; Короткометражний |
| 2014 | Dear White People              |               | Продюсерка                                 |
| 2014 | Ladylike                       |               | Співпродюсерка                             |
| 2018 | Step Sisters                   |               | Продюсерка                                 |
| 2018 | Першому гравцеві приготуватися | Ейч / Гелен   |                                            |
| 2019 | Queen & Slim                   |               | Сценаристка, співпродюсерка                |
| 2020 | Bad Hair                       | Брук-Лінн     |                                            |
| 2020 | The Forty-Year-Old Version     |               | Продюсерка                                 |
| 2020 | Уперед                         | офіцер Спектр |                                            |
| 2021 | The One and Only Dick Gregory  | сама себе     | також виконавча продюсерка                 |
| 2022 | Beauty                         |               | Сценаристка, продюсерка                    |
| 2023 | Домашня вечірка                | сама себе     |                                            |
| 2023 | A Thousand and One             |               | Продюсерка                                 |
| 2023 | Chang Can Dunk                 |               | Продюсерка                                 |
| 2023 | Kokomo City                    |               | Виконавча продюсерка                       |

### Телебачення
| Рік           | Назва                                | Роль                             | Примітки                                                |
| ------------- | ------------------------------------ | -------------------------------- | ------------------------------------------------------- |
| 2007― 2008    | Girlfriends                          |                                  | Асистент виконавчого продюсера 2 епізоди                |
| 2014          | Повернення                           | Саммер                           | Епізод: «Valerie Faces the Critics»                     |
| 2014― 2015    | Кістки                               |                                  | Штатна сценаристка,15 епізодів                          |
| 2012          | M.O Diaries                          |                                  | Сценаристка                                             |
| 2012          | How to Rock                          |                                  | Сценаристка, 2 епізоди                                  |
| 2013          | Hello Cupid                          |                                  | Сценаристка, 7 епізодів                                 |
| 2015― 2021    | Master of None                       | Деніс                            | Основний персонаж, 3 сезони; Сценарист («Thanksgiving») |
| 2016          | Очевидне                             | Джейн                            | Епізод: «Elizah»                                        |
| 2018― теп.час | Чі                                   |                                  | Творець, сценаристка, 8 епізодів                        |
| 2018          | Це — ми                              | Співробітник притулку для тварин | Епізод: «That'll Be the Day»                            |
| 2018          | Dear White People                    | П. Нінні                         | 3 епізоди                                               |
| 2019          | A Black Lady Sketch Show             | офісний співробітник             | Епізод: «Your Boss Knows You Don't Have Eyebrows»       |
| 2019― 2020    | Boomerang                            |                                  | Творець, сценаристка, виконавча продюсерка, 4 епізоди   |
| 2020          | Twenties                             |                                  | Творець, виконавча продюсерка, 8 епізодів               |
| 2020          | The Healing Powers of Dude           | Лорд Дінгволл                    | Епізод: «I'll Be Right Here»                            |
| 2020          | Край «Дикий Захід»                   | Еш                               | 8 епізодів                                              |
| 2020          | Чі                                   | Камілла Голлавей                 | 2 епізоди                                               |
| 2020          | Big Mouth                            | Лена Форман                      | 2 епізоди                                               |
| 2022          | The Proud Family: Louder and Prouder | доросла Майя Лейбовіц-Дженкінс   | Епізод: «When You Wish Upon a Roker»                    |

## Нагороди

### Прайм-тайм премія «Еммі»
| Рік  | Номінована робота                                                 | Категорія                                 | Результат |
| ---- | ----------------------------------------------------------------- | ----------------------------------------- | --------- |
| 2017 | Майстер не на всі руки (Епізод: «Thanksgiving») (з Азізом Ансарі) | Видатний Сценарій для Комедийних Серіалів | Перемога  |

### Інші нагороди
У 2017 Видання Out назвало її Творцем Року, а The Advocate назвав її фіналістом свого рейтингу «Персона Року».